# Cot Lheue Rheung
Cot Lheue Rheung is een bestuurslaag in het regentschap Pidie Jaya van de provincie Atjeh, Indonesië. Cot Lheue Rheung telt 825 inwoners (volkstelling 2010).